# Cratere Guinness
Guinness è un cratere sulla superficie di Mercurio.